# ترشانوکی
ترشانوکی (به لاتین: Tršanovci}} یک منطقهٔ مسکونی در صربستان است که در Brus واقع شده‌است. 
ترشانوکی ۵۷۸ نفر جمعیت دارد.